# Miquel Esquirol i Clavero
Miquel Esquirol i Clavero is een Catalaans kleinhandelaar en politicus en Catalanistisch activist. In 1974 richtte hij samen met onder meer Jordi Pujol i Soley de partij Convergència Democràtica de Catalunya op. Hij was kandidaat voor de partijen die onder de naam Pacte Democràtic per Catalunya deelnamen aan de eerste democratische verkiezingen na 40 jaar franquisme. In 2011 stond hij mede aan de wieg van de pluralistische koepelorganisatie Assemblea Nacional Catalana die de onafhankelijkheid van Catalonië, als "een nieuwe staat binnen Europa" voorstaat.
In het jaar 2000 kreeg hij het Creu de Sant Jordi, een hoge onderscheiding. In 2011 kreeg hij de Premi Lluís Carulla voor zijn inzet in het maatschappelijk middenveld en het bedrijfsleven. Daarbij ging het om de bijdragen die hij leverde aan L'Opinió Catalana, de uitgeverij Premsa Catalana SA (uitgever van de krant Avui),, de Convergència Democràtica de Catalunya (inmiddels onderdeel van het kartel Convergència i Unió), Tribuna.cat en de Grup Sant Jordi.
Hij is tresorer (penningmeester) van de culturele stichting Òmnium Cultural.